# Tabú
La palabra tabú designa a una conducta inmoral o inaceptable para una sociedad, individuo, grupo humano, etnia o religión. Es la prohibición de algo supuestamente extraño o incorrecto (en algunas sociedades), de contenido comúnmente religioso, económico, político, social o cultural por una razón que no suele estar justificada o no requiere ser comprendida. Romper un tabú es considerado una falta grave por la sociedad. Algunos tabúes son, en efecto, delitos castigados por la ley, por lo que los tabúes son antecedentes directos del derecho. Hay tabúes fuertemente incorporados a las tradiciones de ciertas culturas, mientras otros responden a intereses políticos.
Los tabúes pueden incluir:
- Restricciones alimentarias (como la dieta halal y kosher).
- Restricciones que afectan a actividades y relaciones sexuales (masturbación, necrofilia, pedofilia, zoofilia, etc.)
- Restricciones en el uso del lenguaje (palabrotas, juramentos, palabras que puedan ofender a individuos o colectivos). Un ejemplo histórico de este tipo de tabú es el tabú sobre los nombres que estuvo muy extendido en la cultura china.
- Apelativos peyorativos hacia algunas etnias, por ejemplo, la palabra "boncho", que se utiliza en la zona del Valle del Mezquital en Hidalgo. esta palabra se refiere al diminutivo de Ildefonso, pero las personas de cierto "nivel socioeconómico" lo utilizan para sobajar y ofender a los miembros de la etnia Ñhañhu.

Para evitar algunas palabras consideradas o tabú, se utilizan eufemismos. En otros casos, se utilizan disfemismos.

## Etimología
La palabra tabú procede de Lenguas polinesias (tapu) y del idioma hawaiano (kapu); se introdujo a los idiomas occidentales mediante el libro "A Voyage to the Pacific Ocean" que se refiere al tercer y último viaje del explorador británico James Cook.

## Orígenes
En las sociedades primitivas los comportamientos capaces de causar una reacción tribal eran aquellos que ofendían el tabú mágico, esto es, las prohibiciones vigentes en la tribu, derivadas de supersticiones, hechicerías y costumbres ancestrales, cuyos veladores eran los magos o sacerdotes. No hay en estas agrupaciones humanas primitivas un concepto claro de lo que hoy estimamos como delito, pues las violaciones de los tabúes mágicos tenían más bien la naturaleza de lo que las religiones positivas han considerado pecado. Las sanciones que seguían a la violación del tabú tenían también carácter religioso, ya que consistían en la privación de los poderes protectores de los dioses de la comunidad. Empero, en aquellos primitivos tiempos, se observa ya que lo que hoy denominamos delito era un hecho efectuado individualmente y que por implicar una violación de las costumbres lesionaba las normas prohibitivas de la comunidad tribal constitutivas del tabú. El comportamiento punible era oriundo de hábitos y supersticiones, usanzas y ritos; estaba considerado como una ruptura de la paz interna o externa del clan; e imperaba en su concepción un acusado de carácter religioso sacerdotal de colectiva defensa física, objetiva y ciega de los principios ancestrales en que se fundaba la propia existencia de cada tribu o colectividad.
El hombre primitivo pensaba que si cometía ciertos actos debía sufrir, inevitablemente, ciertas consecuencias. Las aceptaba sin exigir que la relación de causa a efecto tuviera un contenido lógico, ni tampoco una base ética y moral. La tradición y la costumbre le habían enseñado que si hacía esto o aquello (ya que los tabúes tenían vigencia en relación a acciones, no omisiones), sufriría tales y cuales castigos. No porque los mismos fueran inevitables, porque hubiera infringido un precepto legal, o porque hubiese causado daño sino, simplemente, porque había violado un tabú, vale decir, una prohibición atávica. Por ejemplo cometer acto de suicidio en la época Media.
En la mayoría de las sociedades primitivas los tabúes estaban representados por una serie de reglas negativas, cada una de las cuales preveía, y sancionaba, una forma de conducta prohibida, cuya concreción debía determinar, inevitablemente, un daño al culpable o, en algunos casos, a todo el grupo al que pertenecía. Sirvieron para acostumbrar al hombre a la obediencia, y prepararon su ánimo para que en estadios posteriores de la civilización aceptara los castigos derivados de la violación de las leyes humanas. Ayudaron a mantener el imperio de las normas de moralidad corrientes dentro de cada grupo social, las que podían aplicarse no solo a una relación arbitraria del hombre con la divinidad, sino también a la conducta cotidiana y corriente. El peso de los tabúes se hizo sentir en forma efectiva en los pueblos primitivos, extinguidos o actuales, porque el grado de conocimiento de sus miembros no les permitía entender la naturaleza. Los pueblos que forman el "mundo civilizado actual" hicieron una selección inteligente dentro del dominio de los tabúes. En consecuencia permitieron que subsistieran únicamente aquellos que, de acuerdo con la experiencia, mostraban tener una utilidad social. Los mismos sobreviven bajo el aspecto de reglas de etiqueta o preceptos morales, o adoptaron la forma más solemne de leyes civiles o penales. El pasaje del tabú mágico al concepto de la prohibición o sanción motivada y razonable siguió un camino paralelo y equivalente al recorrido por el progreso de la mente humana. Así, el temor a lo sobrenatural fue reemplazado por el temor concreto a las sanciones de las leyes humanas.

### Evolución en la Antigua Grecia
Las ideas acerca del tabú afectaban a la vida entera del hombre primitivo, acumulándose principalmente en torno a los puntos críticos de la vida humana: nacimiento, muerte y matrimonio, en los que el hombre se encuentra más expuesto a los "poderes" llamados sobrenaturales. Estas mismas creencias se plasmaron a su vez en la religión griega. La presencia de la muerte implicaba la existencia de fuerzas peligrosas contra las que había que protegerse, generalmente, mediante purificaciones. Así, la mujer parturienta y el cadáver humano se consideraban infectos: en el exterior de la casa del difunto se colocaba un recipiente con agua para que quienes salían del duelo pudieran limpiarse. Esta transformación de las ideas de tabú en ideas de pureza o impureza se habrían dado al asociarse con la creencia en los dioses. Estos exigían pureza en quienes entraban a sus templos, de ahí el agua lustral a la entrada para poder lavarse. Ya en la Ilíada, Héctor no sacrificará a Zeus con las manos sucias a su regreso de la batalla. Sin embargo, las parturientas tenían siempre prohibido el acceso al templo durante cuarenta días; aquellos cuyo familiar había fallecido, entre veinte y cuarenta días; incluso el haber mantenido relaciones sexuales dejaba al hombre o a la mujer impuros durante un corto periodo de tiempo. En definitiva: nacer, morir o ser concebido quedaba vedado dentro del recinto sagrado. A algunos templos solo se podía acceder en ciertas épocas, y en otros solo entraban los sacerdotes. Así pues, lo consagrado por la divinidad era inviolable: incluso el sitio donde caía un rayo, señalado de este modo por el dios, era cercado y cerrado al tránsito.
En los grandes festivales las prohibiciones se acentuaban (prohibición de llevar anillos, joyas o vestidura púrpura, por ejemplo). Los ministros del culto estaban obligados a observar prescripciones más estrictas, como no poder entrar a una casa de duelo o donde hubiera parturienta, visitar sepulturas o asistir a banquetes funerarios. Este tipo de tabúes respecto a la muerte o los difuntos eran habituales en toda Grecia en lo referente al culto religioso y sus oficiantes. La población, en general, también sentía una gran impresión ante la muerte: el homicida era considerado especialmente impuro y necesitado de purificación, y si alguien se suicidaba tanto su cuerpo, como la soga y el árbol en que se había ahorcado, debían sacarse fuera del país. Sin embargo, los griegos denominaban a quienes observaban en exceso estos rituales, independientemente de las circunstancias, "supersticiosos" (deisidaimones) en el sentido de excesivamente temerosos de los dioses.

## Ejemplos de tabúes

### Sexual
- Circuncisión (en algunas religiones)
- Castración (en algunas religiones)
- Violación
- Masturbación (en algunas religiones)
- Homosexualidad
- Adulterio
- Incesto
- Fetichismo
- Zoofilia
- Parafilias
- Sadomasoquismo
- Sexualidad
- Fetichismo sexual
- Necrofilia
- Pedofilia
- Prostitución
- Turismo sexual
- Orgias

### Rituales prohibidos
- Canibalismo
- Tortura
- Satanismo
- Sacrificios humanos
- Ocultismo
- Tatuajes
- Suicidio
- Brujería

### Alimentos tabú
- Humano (canibalismo)
- Cerdo (en algunas culturas principalmente por motivos religiosos; caso del judaísmo y el islam)
- Carne de res (principalmente en la India y grupos adventistas)